# إيفال هيرينغ
إيفال هيرينغ (بالألمانية: Ewald Hering)‏ هو عالم وظائف الأعضاء ألماني، ولد في 5 أغسطس 1834 في Neugersdorf ‏ في ألمانيا، وتوفي في 26 يناير 1918 في لايبزيغ في ألمانيا.

## وصلات خارجية
- إيفال هيرينغ على موقع الموسوعة البريطانية (الإنجليزية)